# Teatro Real Danés
El Teatro Real Danés o Royal Danish Playhouse (en danés: Skuespilhuset) es un edificio del Teatro Real de Copenhague, situado junto a la costa en el barrio de Frederiksstaden del centro de Copenhague (Dinamarca). Fue construido expresamente para el teatro dramático, complementando al antiguo edificio de 1874 del teatro situado en Kongens Nytorv y a la Ópera de Copenhague de 2004, que son usados para el ballet y la ópera, respectivamente.
El Teatro Real Danés fue diseñado por el estudio de arquitectura danés Lundgaard & Tranberg y recibió un premio europeo del Royal Institute of British Architects en 2008 por su arquitectura, así como un premio de diseño Red Dot por el diseño de las sillas.

## Historia
Desde la década de 1880, la ciudad de Copenhague empezó a discutir la construcción de un nuevo teatro real para la última tendencia en la actuación, que ponía el acento en las obras dramáticas más naturales e íntimas en comparación con el popular teatro de recital de la época.

## Arquitectura
El teatro fue diseñado por el estudio de arquitectura danés Lundgaard & Tranberg. Está construido en un ladrillo largo y delgado de color marrón oscuro que fue desarrollado específicamente para este proyecto. El exterior está dominado por un piso superior continuo revestido de vidrio, que contiene oficinas y bambalinas para los actores. Sobre esta banda de cristal está el cubo de la torre del escenario, revestido de color cobre oscuro.
El vestíbulo acristalado que da hacia el agua recorre toda la longitud del edificio. Ofrece unas vistas panorámicas del puerto y contiene un restaurante y una cafetería. Con aproximadamente el 40 % del edificio sobre el agua, el paseo marítimo gira en torno al teatro, desviando a los peatones a una pasarela elevada de 150 metros de longitud revestida con tablones de roble rústico colocados sobre columnas torcidas de estilo veneciano, lo que crea una sensación de estar flotando.